# Bundesvision Song Contest 2005
Der 1. Bundesvision Song Contest fand am 12. Februar 2005 in Oberhausen statt. Es war der erste deutschlandweite Musikwettbewerb dieses Formats.

## Vor dem Wettbewerb
Das Konzept des Bundesvision Song Contest wurde erstmals in der TV-total-Folge 657 am 20. Dezember 2004 vorgestellt. Gleichzeitig stellte Stefan Raab das vorläufige Line-up vor. Der Aufbau des „BuViSoCo“ ähnelt sehr dem des Eurovision Song Contest, statt für europäische Länder starteten die Künstler allerdings für die deutschen Bundesländer. Zugelassen waren nur Lieder mit (zumindest teilweise) deutschsprachigem Text. In der gleichen Sendung gab Stefan Raab auch bekannt, dass das siegreiche Bundesland den Bundesvision Song Contest 2006 ausrichten würde.
Ab dem 17. Januar 2005 wurden die Teilnehmer und ihre Länder bei TV total vorgestellt. Vier Wochen lang wurde für jeden Interpreten ein Themenabend veranstaltet. Neben einem Gespräch mit Raab und der Vorstellung des Liedes wurden ein Wahlwerbespot des Kandidaten, eine Straßenumfrage zum Land des Abends und ein Einspieler mit dem Titel 5 Dinge, die Sie unbedingt wissen sollten, über… gezeigt.
Da nicht für alle Länder geeignete Repräsentanten gefunden wurden, vertraten einige Interpreten Länder, zu denen sie keinen oder nur einen sehr indirekten Bezug hatten, was dem Veranstaltungskonzept einige Kritik einbrachte. So kommen Klee aus Nordrhein-Westfalen, traten aber für das Saarland an (s. Tabelle).

## Die Sendung
Am 12. Februar 2005 traten alle Interpreten in einer Live-Show vor mehr als 10.000 Zuschauern in der Arena Oberhausen gegeneinander an. Die Sendung wurde von Stefan Raab gemeinsam mit Annette Frier und Oliver Pocher moderiert.
Vor jedem Beitrag wurde ein kurzer Einspielfilm über das jeweilige Land gezeigt, der stets mit den Worten „Kommen wir nun zum sicherlich schönsten Bundesland Deutschlands“ eingeleitet wurde und der versuchte, auf ernsthafte Weise die repräsentativen Wesenszüge des Landes zu benennen. Lediglich die Nennung berühmter Söhne des Landes am Ende des Beitrags wurde mit einem TV-total-typischen Ausschnitt beendet; als bedeutende Persönlichkeiten aus Berlin wurden z. B. Kurt Tucholsky, Marlene Dietrich und Desiree Nick genannt.
Eine Besonderheit des Contests war der Auftritt des deutschen Rappers Sido, der die Gelegenheit des Auftritts nutzte und bei seiner Performance von Mama ist stolz seine Maske abnahm, mit der er mehrere Jahre lang seine Identität geschützt hatte.

## Abstimmung
Bei der Punktevergabe gaben sich fast alle Länder selbst die Höchstpunktzahl von zwölf Punkten, abgesehen von Nordrhein-Westfalen und Rheinland-Pfalz, die sich jeweils zehn gaben. Die drei Letztplatzierten erhielten aus anderen Ländern überhaupt keine Punkte. Die Punkte wurden von Prominenten über Liveschaltungen aus den Bundesländern vorgetragen. Unter anderem waren Ben, Thomas Anders, Hans Werner Olm und Christian Wulff für die Durchsage der Punkte verantwortlich.

## Teilnehmer
| Platz | Startnr. | Repräsentiertes Land   | Interpret                        | Herkunft der Teilnehmer                  | Lied Komponisten | Punkte |
| ----- | -------- | ---------------------- | -------------------------------- | ---------------------------------------- | --- | ------ |
| 1.    | 12       | Hessen                 | Juli                             | Hessen                                   | Geile Zeit Jonas Pfetzing, Simon Triebel                                                                                  | 159    |
| 2.    | 07       | Schleswig-Holstein     | Fettes Brot                      | Schleswig-Holstein                       | Emanuela Boris Lauterbach, Martin Vandreier, Björn Warns                                                                  | 130    |
| 3.    | 14       | Berlin                 | Sido & Brainless Wankers         | Berlin                                   | Mama ist stolz Sido Gold                                                                                                  | 113    |
| 4.    | 16       | Niedersachsen          | Mousse T. & Emma Lanford         | Niedersachsen und Vereinigtes Königreich | Right About Now Mousse T., Errol Reannalls, Stavros Ioannou, Oliver Dommaschk                                             | 085    |
| 5.    | 10       | Baden-Württemberg      | Apocalyptica feat. Marta Jandová | Finnland und Tschechien                  | Wie weit Marta Jandová, Eicca Toppinen                                                                                    | 077    |
| 6.    | 09       | Sachsen                | De Randfichten                   | Sachsen                                  | Jetzt geht die Party richtig los Thomas Unger                                                                             | 071    |
| 7.    | 13       | Thüringen              | Clueso                           | Thüringen                                | Kein Bock zu gehen Clueso                                                                                                 | 063    |
| 8.    | 06       | Brandenburg            | Virginia Jetzt!                  | Brandenburg und Berlin                   | Wahre Liebe Thomas Dörschel                                                                                               | 054    |
| 9.    | 02       | Hamburg                | Samy Deluxe                      | Hamburg                                  | Generation Bunny Sigler, Mikki Farrow, Marvin Jackson, Samy Sorge                                                         | 044    |
| 10.   | 08       | Saarland               | Klee                             | Nordrhein-Westfalen                      | Gold Suzie Kerstgens, Tom Deininger, Sten Servaes                                                                         | 037    |
| 11.   | 04       | Bremen                 | Lukas Hilbert feat. Trina        | Hamburg                                  | Kommt meine Liebe nicht bei dir an Lukas Hilbert, Klaus Hirschburger                                                      | 031    |
| 12.   | 05       | Bayern                 | Slut                             | Bayern                                   | Why Pourquoi (I Think I Like You) Chris Neuburger, Rainer Schaller, René Arbeithuber, Gerd Rosenacker, Matthias Neuburger | 017    |
| 13.   | 11       | Sachsen-Anhalt         | Jansen & Kowalski                | Hamburg                                  | Mamacita Florian Pfeifle, Aram Pirmoradi                                                                                  | 015    |
| 14.   | 15       | Mecklenburg-Vorpommern | Deichkind                        | Hamburg                                  | Electric Super Dance Band Malte Pittner, Philipp Grütering, Sebastian Hackert, Bartosch Jeznach                           | 012    |
| 15.   | 01       | Nordrhein-Westfalen    | Mamadee feat. Gentleman          | Niedersachsen und Sachsen                | Lass los Mamadie Wappler, Matthias Reulecke, Tilmann Otto                                                                 | 010    |
| 15.   | 03       | Rheinland-Pfalz        | Sandy Mölling feat. Manuellsen   | Rheinland-Pfalz und Nordrhein-Westfalen  | Unexpected Pete Martin, Steve Lee, Tina Harris                                                                            | 010    |

Farblegende:  – Herkunftsland des Künstlers entspricht nicht (oder nur zum Teil) dem Land, welches er repräsentiert.

## Punktetabelle
| Nordrhein-Westfalen    | 10  | 10 |    |    |    |    |    |    |    |    |    |    |    |    |    |    |    |
| Hamburg                | 44  | 1  | 12 | 2  | 5  | 2  |    | 8  | 4  |    | 4  |    | 1  |    | 1  | 2  | 2  |
| Rheinland-Pfalz        | 10  |    |    | 10 |    |    |    |    |    |    |    |    |    |    |    |    |    |
| Bremen                 | 31  | 2  |    | 1  | 12 |    | 3  |    | 1  | 1  | 1  |    |    | 3  |    | 1  | 6  |
| Bayern                 | 17  |    | 1  |    | 1  | 12 |    |    |    |    |    |    |    |    | 3  |    |    |
| Brandenburg            | 54  |    |    |    |    | 1  | 12 | 3  |    | 6  | 2  | 5  | 2  | 4  | 8  | 6  | 5  |
| Schleswig-Holstein     | 130 | 8  | 10 | 8  | 8  | 8  | 6  | 12 | 8  | 8  | 8  | 6  | 10 | 7  | 7  | 8  | 8  |
| Saarland               | 37  |    | 2  |    | 3  |    | 1  | 4  | 12 | 2  |    | 2  | 3  | 2  | 5  |    | 1  |
| Sachsen                | 71  | 5  |    | 4  |    | 4  | 7  | 1  | 3  | 12 | 3  | 8  | 6  | 8  | 2  | 5  | 3  |
| Baden-Württemberg      | 77  | 4  | 6  | 5  | 4  | 5  | 4  | 5  | 5  | 5  | 12 | 3  | 5  | 6  |    | 4  | 4  |
| Sachsen-Anhalt         | 15  |    | 3  |    |    |    |    |    |    |    |    | 12 |    |    |    |    |    |
| Hessen                 | 159 | 12 | 8  | 12 | 7  | 10 | 8  | 10 | 10 | 10 | 10 | 10 | 12 | 10 | 10 | 10 | 10 |
| Thüringen              | 63  | 3  | 5  | 3  | 2  | 3  | 5  | 2  | 2  | 4  | 5  | 4  | 4  | 12 | 6  | 3  |    |
| Berlin                 | 113 | 7  | 4  | 6  | 6  | 7  | 10 | 6  | 7  | 7  | 7  | 7  | 8  | 5  | 12 | 7  | 7  |
| Mecklenburg-Vorpommern | 12  |    |    |    |    |    |    |    |    |    |    |    |    |    |    | 12 |    |
| Niedersachsen          | 85  | 6  | 7  | 7  | 10 | 6  | 2  | 7  | 6  | 3  | 6  | 1  | 7  | 1  | 4  |    | 12 |

## Chartplatzierungen
| Jahr | Titel Album                                                     | Höchstplatzierung, Gesamtwochen, AuszeichnungChartplatzierungen (Jahr, Titel, Album, Platzierungen, Wochen, Auszeichnungen, Anmerkungen, Künstler / Repräsentiertes Land) | Höchstplatzierung, Gesamtwochen, AuszeichnungChartplatzierungen (Jahr, Titel, Album, Platzierungen, Wochen, Auszeichnungen, Anmerkungen, Künstler / Repräsentiertes Land) | Höchstplatzierung, Gesamtwochen, AuszeichnungChartplatzierungen (Jahr, Titel, Album, Platzierungen, Wochen, Auszeichnungen, Anmerkungen, Künstler / Repräsentiertes Land) | Anmerkungen                                                    | Künstler Repräsentiertes Land                      |
| Jahr | Titel Album                                                     | DE | AT | CH | Anmerkungen                                                    | Künstler Repräsentiertes Land                      |
| ---- | --------------------------------------------------------------- | --- | --- | --- | -------------------------------------------------------------- | -------------------------------------------------- |
| 2005 | Geile Zeit Es ist Juli                                          | DE19 (24 Wo.)DE | AT19 (22 Wo.)AT | CH32 (7 Wo.)CH | BuViSoCo 2005: Platz 1 Erstveröffentlichung: 15. November 2004 | Juli Hessen                                        |
| 2005 | Emanuela Am Wasser gebaut                                       | DE3 Gold · (23 Wo.)DE | AT1 Gold · (27 Wo.)AT | CH20 (20 Wo.)CH | BuViSoCo 2005: Platz 2 Erstveröffentlichung: 14. Februar 2005  | Fettes Brot Schleswig-Holstein                     |
| 2005 | Mama ist stolz Maske                                            | DE25 (12 Wo.)DE | — | — | BuViSoCo 2005: Platz 3 Erstveröffentlichung: 17. Januar 2005   | Sido mit Brainless Wankers Berlin                  |
| 2005 | Right About Now All Nite Madness                                | DE47 (9 Wo.)DE | AT49 (4 Wo.)AT | CH94 (2 Wo.)CH | BuViSoCo 2005: Platz 4 Erstveröffentlichung:                   | Mousse T. mit Emma Lanford Niedersachsen           |
| 2005 | Wie weit Apocalyptica                                           | DE23 (9 Wo.)DE | AT43 (3 Wo.)AT | CH60 (4 Wo.)CH | BuViSoCo 2005: Platz 5 Erstveröffentlichung: 14. Februar 2005  | Apocalyptica feat. Marta Jandová Baden-Württemberg |
| 2005 | Jetzt geht die Party richtig los Heja Ho, de Randfichten sei do | DE44 (9 Wo.)DE | — | — | BuViSoCo 2005: Platz 6 Erstveröffentlichung:                   | De Randfichten Sachsen                             |
| 2005 | Kein Bock zu gehen Gute Musik                                   | DE65 (6 Wo.)DE | — | — | BuViSoCo 2005: Platz 7 Erstveröffentlichung:                   | Clueso Thüringen                                   |
| 2005 | Wahre Liebe Anfänger                                            | DE49 (6 Wo.)DE | — | — | BuViSoCo 2005: Platz 8 Erstveröffentlichung:                   | Virginia Jetzt! Brandenburg                        |
| 2005 | Generation Verdammtnochma!                                      | DE43 (7 Wo.)DE | — | — | BuViSoCo 2005: Platz 9 Erstveröffentlichung: 24. Januar 2005   | Samy Deluxe Hamburg                                |
| 2005 | Gold Jelängerjelieber                                           | DE54 (9 Wo.)DE | — | — | BuViSoCo 2005: Platz 10 Erstveröffentlichung: 24. Januar 2005  | Klee Saarland                                      |
| 2005 | Kommt meine Liebe nicht bei dir an Der König bin ich            | DE18 (9 Wo.)DE | AT28 (5 Wo.)AT | — | BuViSoCo 2005: Platz 11 Erstveröffentlichung:                  | Lukas Hilbert feat. Trina Bremen                   |
| 2005 | Why Pourquoi? (I Think I Like You) All We Need Is Silence       | DE69 (3 Wo.)DE | — | — | BuViSoCo 2005: Platz 12 Erstveröffentlichung:                  | Slut Bayern                                        |
| 2005 | Mamacita Action                                                 | DE88 (2 Wo.)DE | — | — | BuViSoCo 2005: Platz 13 Erstveröffentlichung:                  | Jansen & Kowalski Sachsen-Anhalt                   |
| 2005 | Lass los –                                                      | DE79 (3 Wo.)DE | — | — | BuViSoCo 2005: Platz 15 Erstveröffentlichung:                  | Mamadee feat. Gentleman Nordrhein-Westfalen        |
| 2005 | Unexpected                                                      | DE29 (5 Wo.)DE | AT52 (3 Wo.)AT | — | BuViSoCo 2005: Platz 16 Erstveröffentlichung: 6. Februar 2005  | Sandy feat. Manuell Rheinland-Pfalz                |

Besonderheiten
15 der 16 Beiträge – so viele wie niemals wieder – konnten sich in den deutschen Singlecharts platzieren, einige auch in Österreich und in der Schweiz.
Die Single Emanuela von Fettes Brot ist bis heute der einzige BSC-Beitrag, der es bis an die Spitze der österreichischen Singlecharts geschafft hat, und sie war bis 2015 der einzige Beitrag mit Gold-Zertifizierung außerhalb Deutschlands (Rekord eingestellt von Andreas Bouranis Auf anderen Wegen).
Bis 2011 hielt die Single den Rekord als „Erfolgreichster Beitrag in den deutschen und Schweizer Singlecharts nach Platzierung“; diesen Rekord verloren sie in beiden Ländern 2012 an Xavas, die mit dem Titel Schau nicht mehr zurück Position zwei bzw. drei der Charts erreichten.

## Einschaltquoten
Die fast vierstündige Show wurde von durchschnittlich 3,23 Millionen Zuschauern gesehen (11 % Marktanteil). In der Zielgruppe der 14- bis 49-Jährigen konnten 2,55 Millionen Zuschauer gemessen werden (21,2 % Marktanteil).